# السود والمورمونية
خلال تاريخ حركة قديسي الأيام الأخيرة، تضمنت العلاقة بين السود والمورمونية العبودية والإقصاء والاندماج والتمييز الرسمي وغير الرسمي والعلاقات الودية. وقد شارك السود في حركة قديسي الأيام الأخيرة منذ نشأتها في ثلاثينيات القرن التاسع عشر. واختلفت تجاربهم بشكل كبير اعتمادًا على الطوائف ضمن المورمونية، وحسب وقت تاريخ مشاركتهم. منذ منتصف القرن التاسع عشر حتى عام 1978 منعت كنيسة يسوع المسيح لقديسي الأيام الأخيرة (كنيسة قديسي الأيام الأخيرة)، وهي أكبر طائفة في المورمونية، النساء والرجال السود من المشاركة في طقوس أماكن عبادتها التي تعد ضرورية لتحقيق المستوى الأسمى من الخلاص، ومنعت معظم الرجال المنحدرين من أصل أفريقي أسود من الترسيم ضمن كهنوت الكنيسة العلماني المكون من ذكور فقط، ودعمت العزل العنصري في مجتمعاتها ومدارسها، وعلمتهم أن السود الصالحين سيصبحون بيضًا بعد الموت، وعارضت الزواج المختلط بين الأعراق. وقد جرى رفع القيود العرقية عن المعبد والكهنوت من قبل كبار القادة في عام 1978. وفي عام 2013 تنصلت الكنيسة لأول مرة من تعاليمها السابقة بشأن العرق.
كهنوت معظم طوائف المورمون الأخرى، مثل بيكرتونيت، وكنائس سترانغيت، كانت دائمًا مفتوحة للأعضاء من جميع الأعراق. وينطبق الشيء نفسه على ثاني أكبر طائفة في المورمونية، جماعة المسيح (المعروفة سابقًا باسم الكنيسة المعاد تنظيمها ليسوع المسيح لقديسي الأيام الأخيرة)، باستثناء بضع سنوات جرى فيها منع السود من ترسيم الكهنوت. أما الطوائف الأخرى الأكثر تحفظًا مثل الكنيسة الأصولية ليسوع المسيح لقديسي الأيام الأخيرة، والأخوة الرسوليون المتحدون، والكنيسة الحقيقية والحية ليسوع المسيح لقديسي الأيام الأخيرة، كلها استمرت باستبعاد السود حتى العصر الحديث.
تناوبت آراء كنيسة قديسي الأيام الأخيرة حول السود عبر تاريخها. مثلًا في التعاليم حول عبودية السود انتقل قادة الكنيسة الأوائل من وجهات نظر الحياد، إلى مناهضة العبودية عند البعض، وتأييد العبودية عند البعض الأخر. ومنذ وقت مبكر من عام 1844 علّم قادة الكنيسة أن أرواح السود كانت أقل صلاحًا في مرحلة حياة ما قبل الولادة. وصرح جوزيف سميث مؤسس المورمونية وخليفته الأكثر نفوذًا كرئيس للكنيسة بريغهام يونغ أن لون بشرة السود كان نتيجة لعنة قابيل ولعنة حام. وفي القرن العشرين عارض العديد من كبار قادة كنيسة قديسي الأيام الأخيرة جهارًا حركة الحقوق المدنية. ولكن في العقود الأخيرة أدانت كنيسة قديسي الأيام الأخيرة العنصرية رسميًا، وزادت أيضًا من جهود التبشير والتوعية في المجتمعات السوداء. ولا تزال متهمة بإدامة العنصرية الضمنية من خلال عدم الاعتذار عن ممارساتها ومعتقداتها التمييزية السابقة أو الاعتراف بها أو مواجهة آثارها. وعمل قادة الكنيسة مع منظمة الحقوق المدنية للسود الجمعية الوطنية للنهوض بالملونين (NAACP) منذ عام 2010 كما تبرعوا بملايين الدولارات لمنظمات السود.
تشير التقديرات إلى أن هناك ما بين 400000 و1 مليون عضو من السود في كنيسة قديسي الأيام الأخيرة في جميع أنحاء العالم، وهناك ما لا يقل عن خمسة معابد كنسية فاعلة لقديسي الأيام الأخيرة في أفريقيا. كما يوجد أربعة عشر معبدًا آخرًا في مرحلة ما من التطوير أو البناء في القارة الأفريقية، بالإضافة إلى العديد من المعابد بين مجتمعات الشتات الأفريقي مثل جمهورية الدومينيكان وهايتي. وضمن جماعة المسيح توجد تجمعات في اثنتي عشرة دولة أفريقية، مع تزايد العضوية الأفريقية باطراد. وتركز معظم هذه المقالة على كنيسة بريغامايت لقديسي الأيام الأخيرة، ولكن جرى العثور على معلومات عن طوائف المورمون الأخرى بالقرب من النهاية.

## آراء جوزيف سميث حول السود
تباينت آراء جوزيف سميث حول السود خلال حياته. وكمؤسس لحركة قديسي الأيام الأخيرة ضمّن السود في العديد من المراسم الكهنوتية، لكن كانت لديه وجهات نظر متعددة حول العزل العنصري، ولعنتي قابيل وحام، وقد غير وجهات نظره حول العبودية عدة مرات، وفي النهاية اتخذ موقفًا مناهضًا للعبودية في وقت لاحق من حياته.:16:5

### رأي سميث في العبودية
في البدايات أعرب سميث عن معارضته للعبودية، ولكن بعد تنظيم الكنيسة رسميًا في عام 1830:16:5 تجنب سميث أي مناقشة للموضوع المثير للجدل. وخلال سنواته في ميزوري حاول سميث الحفاظ على السلام مع جيران الأعضاء المؤيدين للعبودية، وفي عام 1835 أعلنت الكنيسة أنه «من غير الصحيح التدخل في العبيد، أو تعميدهم بما يتعارض مع إرادة ورغبة أسيادهم» أو جعلهم «غير راضين عن وضعهم في هذه الحياة». وفي عام 1836 نشر سميث مقالًا متعاطفًا مع قضية مؤيدة للعبودية،:17 مجادلًا ضد «حرب عرقية» محتملة، وقدم تبريرًا للعبودية استنادًا إلى لعنة حام التوراتية، وذكر أن سكان الشمال ليس لديهم «الحق في القول إن سكان الجنوب يجب ألا يمتلكوا العبيد، كما لا يمتلك سكان الجنوب الحق بالقول إن الشماليين يجب أن يمتلكوا العبيد». ودعا سميث في حملته الرئاسية إلى «تفكيك العبودية»، وتمنى تحرير جميع الأشخاص المستعبدين بحلول عام 1850.

### رأي سميث حول دخول السود إلى المعبد والكهنوت
كان سميث على ما يبدو حاضرًا في رسامة كهنوت إيلايجا إيبل، وهو رجل مختلط العرق من تراث أسود جزئي، إلى مجالس كل من الشيوخ والسبعين، وسمح بترسيم اثنين من الرجال السود الآخرين في الكهنوت في بدايات الكنيسة.:213 وعلى الرغم من أن حامل الكهنوت الأسود إيلايجا إيبل تلقى ترسيم المعبد للغسل والمسحة في عهد سميث إلا أنه لم يتلق هبات المعبد قط، ورُفض التماسه لهم بعد أكثر من ثلاثين عامًا، ولا يوجد سجل لأي فرد من السود يتلقى هبات من معبد ناوفو. وبعد وفاة سميث منع خليفته بريغهام يونغ السود من هبات المعبد وختم الزواج ومن تلقي الكهنوت. ولا يوجد دليل معاصر يشير إلى أن تقييد الكهنوت ضد السود قد نشأ مع جوزيف سميث. وبعد وفاة سميث ظلت معظم كنائس قديسي الأيام الأخيرة مفتوحة لرسامة السود في الكهنوت. :21

### رأي سميث في المساواة والعزل العنصري
جادل سميث بأن السود والبيض سيكونون أفضل حالًا إذا كانوا::79[بحاجة لرقم الصفحة] «منفصلين ولكن متساوين قانونيًا»،:79[بحاجة لرقم الصفحة] وفي بعض الأحيان دافع عن الفصل. وقد قال ذات مرة «لو كان لدي ما أفعله تجاه الزنوج، كنت سأقصرهم على التعامل مع أبناء جنسهم بموجب قانون صارم، وأضعهم ضمن مساواة وطنية». وقال عنهم أيضًا «لديهم أرواح، وهم قابلون للوصول إلى الخلاص. اذهب إلى سينسيناتي أو أي مدينة، وابحث عن زنجي مثقف، يركب عربته، وسترى رجلًا صعد بملكات عقله إلى حالة سامية من الاحترام».:17:9

## نظرة عامة على سياسات وتعاليم كنيسة قديسي الأيام الأخيرة حول السود

### ما قبل الوجود
بعد وفاة سميث في عام 1844 وأزمة خلافته التي استمرت ستة أشهر، أصبح خليفته الأكثر شعبية بريغهام يونغ. وتحول فرع بريغامايت من المورمونية إلى كنيسة قديسي الأيام الأخيرة. وبحلول عام 1844 كان أحد المبررات التي استخدمها كبار قادة كنيسة قديسي الأيام الأخيرة للسياسات التمييزية هو الاعتقاد بأن أرواح الأفراد السود قبل الحياة على الأرض كانت «على الحياد» عند الاختيار بين الإله أو الشيطان، أو كانت ببساطة أقل فضيلة من البيض. ورفض بريغهام يونغ هذا التفسير لما قبل الوجود، لكن الرسل أورسون برات وأورسون هايد وجون تايلور أيدوا هذا المفهوم، وحظي بقبول واسع النطاق بين أعضاء قديسي الأيام الأخيرة.:27 وبعد قرن في بيان رسمي صدر عام 1949 كتبت أعلى هيئة حاكمة للكنيسة، الرئاسة الأولى، أن السود لا يحق لهم الحصول على بركات الإنجيل الكاملة، وأشاروا إلى الوحي السابق حول ما قبل الوجود على أنه مبرر. وبعد إنهاء حظر المعبد والكهنوت في عام 1978، دحض قادة الكنيسة الاعتقاد بأن السود كانوا أقل شجاعة في ما قبل الوجود. لأول مرة تنصلت الكنيسة من تعاليمها السابقة حول العرق في عام 2013، ونددت صراحةً بأي تبرير لتقييد المعبد والكهنوت بناءً على أي أحداث وقعت خلال فترة ما قبل الوجود.